# Casa Pere Carbonell
La Casa Pere Carbonell és un edifici situat al carrer de Ravella, 15 de Barcelona, catalogat com a Bé Cultural d'Interès Local.

## Descripció
Es tracta d'un edifici entre mitgeres, consistent en una planta baixa, dues plantes pis i un terrat on s'hi han aplicat dos petites construccions afegides, quadrangulars, a mode de reduïdes torretes.
Dins el conjunt, amb clar trets modernistes, el fet unitari de tota la façana és un aparell de carreus mitjans mig desbastats que, dins un eix vertical molt uniforme, proporcionen una imatge irregular. La façana principal, única visible, presenta una planta baixa amb un portal al centre, flanquejat per dues finestres. Aquestes, tenen un únic carreu esculpit amb ondulacions. La obertura d'accés, en canvi, té una clau de morfologia lobulada i que, quasi, entra amb contacte amb una mènsula relacionada amb els balcons del nivell superior.
Al pis principal hi ha tres balcons amb basament lobulat, amb una morfologia molt similar a la de les baranes, de formes sinuoses amb tendència convergent. Les claus presenten una morfologia parcialment lobulada i decorats amb motius vegetals, sobretot foliacis. Al segon pis es reprodueixen exactament les mateixes formes i decoracions, però les obertures compten amb un petit balcó sense voladís. El coronament té tres pinyons mixtilinis, simètrics i amb idèntica morfologia decorativa, els dos d'enmig units per una barana sinuosa, com la dels dels balcons, que remeten a la Casa Calvet de Gaudí.

## Història
Va ser projectat el 1906 per l'arquitecte Antoni de Falguera i Sivilla.